# Красне (Увинський район)
Красне (рос. Красное) — село в Увинському районі Удмуртії, Росія.

## Населення
Населення — 612 осіб (2010; 578 в 2002).
Національний склад станом на 2002 рік:
- удмурти — 59 %
- росіяни — 39 %

## Урбаноніми[3]
- вулиці — Лісова, Миру, Першотравнева, Праці, Радянська